# Curtis Good
Curtis Good, né le 23 mars 1993 à Melbourne, est un footballeur international australien qui évolue au poste de défenseur à Buriram United.

## Biographie

### En sélection
Curtis Good participe et à la Coupe d'Asie des nations des moins de 19 ans en 2012 puis à la Coupe du monde des moins de 20 ans 2013.
Le 5 mars 2014, le défenseur australien honore sa première sélection avec l'Australie lors du match amical face à l'Équateur. Blessé à la hanche lors de cette rencontre, il manque le reste de la saison. Il fait partie de la liste de trente joueurs présélectionnés par Ange Postecoglou pour participer à la Coupe du monde 2014 mais ne fait pas partie de la liste définitive par manque de récupération.

## Palmarès

### En club
- Bradford City
  - Finaliste de la Coupe de la Ligue anglaise en 2013.